# Ulrica Messing
Ulrica Messing (ur. 31 stycznia 1968 w Hällefors) – szwedzka polityk i przedsiębiorca, działaczka Szwedzkiej Socjaldemokratycznej Partii Robotniczej, posłanka do Riksdagu, w latach 1996–2006 minister w rządzie Görana Perssona.

## Życiorys
W latach 1984–1987 kształciła się w zakresie nauk społecznych w Sandviken. Była zatrudniona w Hofors jako nauczycielka języka szwedzkiego dla imigrantów i jako pracownik społeczny. Działała w socjaldemokratycznej młodzieżówce SSU, od 1989 do 1990 wchodziła w skład rady gminy Hofors.
W 1991 wybrana po raz pierwszy na posłankę do Riksdagu. Reelekcję uzyskiwała w 1994, 1998, 2002 i 2006. Od 1996 do 2006 była członkinią gabinetu Görana Perssona. Należała do trzech osób (poza premierem), które zasiadały w tym rządzie przez cały dziesięcioletni okres jego funkcjonowania. Pełniła funkcję ministra bez teki kolejno w resortach zatrudnienia (1996–1998), kultury (1998–2000) i przemysłu (2000–2006).
W 2006, po porażce wyborczej socjaldemokratów, wymieniano ją jako kandydatkę na nowego przewodniczącego partii. Odmówiła jednak ubiegania się o tę funkcję, motywując to względami rodzinnymi. W 2007 zrezygnowała z aktywności partyjnej, złożyła jednocześnie mandat deputowanej. Podjęła pracę w przedsiębiorstwie swojego partnera Torstena Janssona. W 2008 otworzyła sklep z wyposażeniem wnętrz w Göteborgu. W 2021 powołana na gubernatora okręgu administracyjnego Blekinge.